# Bayume Mohamed Husen

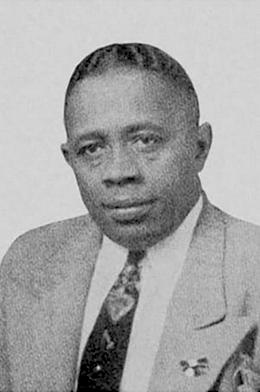
Bayume Mohamed Husen (Datierung unbekannt)

Bayume Mohamed Husen (Geburtsname Mahjub bin Adam Mohamed; * 22. Februar 1904 in Daressalam, Deutsch-Ostafrika, heute Tansania; † 24. November 1944 im KZ Sachsenhausen, Großdeutsches Reich) war ein afrikanisch-deutscher Askari (Soldat) und Schauspieler. Husen wurde im Ersten Weltkrieg in der Schutztruppe Deutsch-Ostafrikas als Kindersoldat eingesetzt und kam 1929 nach Berlin, um seinen ausstehenden Sold einzufordern. Hier gründete er eine Familie und arbeitete als Kellner, Sprachlektor und Schauspieler, unter anderem an der Seite von Hans Albers. Im August 1941 wurde er von der Gestapo wegen eines Verhältnisses mit einer „Arierin“ verhaftet und im September unter dem Vorwurf der „Rassenschande“ ins KZ Sachsenhausen eingeliefert, wo er nach dreijähriger Haft starb.

## Kindheit und Jugend in Ostafrika

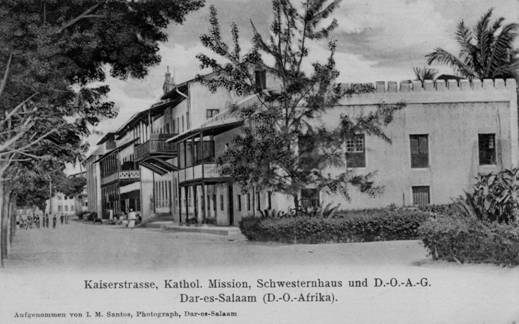
Die Kaiserstraße im Europäerviertel von Daressalam, wo Husen 1904 geboren wurde

Mahjub bin Adam Mohamed (übersetzt „Sohn von Adam Mohamed“) war der Sohn eines afrikanischen Offiziers in der Kaiserlichen Schutztruppe („Wissmann-Truppe“). Adam Mohamed hatte den Rang Efendi, dies war der höchste Rang und einzige Offiziersrang, den ein Afrikaner in der Kaiserlichen Schutztruppe erreichen konnte. In Daressalam besuchte Husen (den Namen nahm er später in Deutschland an, er ist eine Verdeutschung von Hussein) eine Regierungsschule, wo er erste Deutschkenntnisse erwarb. Nach dem Umzug nach Lindi im Jahr 1913 arbeitete er als Schreiber in der deutschen Baumwollfabrik von Karl Strecker. Im Ersten Weltkrieg, in dem die Schutztruppe gegen britische Truppen kämpfte, wurde Husen unter General Paul von Lettow-Vorbeck als Kindersoldat eingesetzt – vermutlich war er als Signalschüler für die Übermittlung von Nachrichten per Heliograph zuständig. In der Schlacht bei Mahiwa im Oktober 1917 wurde Husen durch eine Kugel im Oberschenkel verwundet und geriet in britische Kriegsgefangenschaft.
Nach dem Krieg und dem Ende der deutschen Kolonialherrschaft konnte er offenbar nicht in die Dienste Großbritanniens treten, unter dessen Verwaltung der Völkerbund Tanganjika als Mandatsgebiet gestellt hatte. Zeitweise arbeitete Husen in Sansibar als Lehrer und als „Boy“ (Dienstbote) auf englischen und deutschen Schiffen. 1925 heuerte er auf einem Schiff der Deutschen Ostafrika-Linie des Reeders Adolph Woermann als Kellner an.

## Leben in Berlin

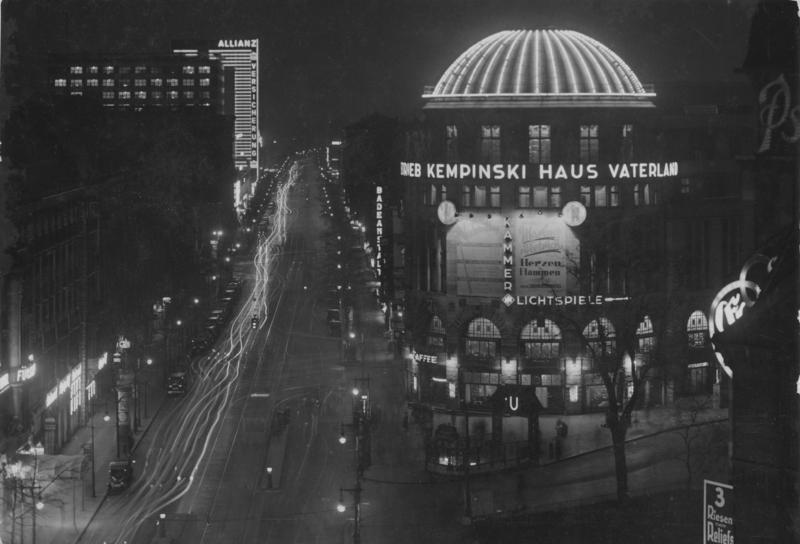
Das Erlebnisrestaurant Haus Vaterland am Potsdamer Platz. Hier arbeitete Husen 1930–1935.

Ende 1929 reiste er in die deutsche Hauptstadt Berlin, um den ausstehenden Sold für sich und seinen Vater einzufordern. Der Antrag wurde vom Auswärtigen Amt mit der Begründung abgelehnt, der Fonds sei bereits abgerechnet. Dem Versuch, ihn nach Afrika zurückzuschicken, widersetzte Husen sich, stattdessen ließ er sich in Berlin nieder. Hier arbeitete er von April 1930 bis zu seiner Kündigung 1935 als Kellner in der „Wildwest-Bar“ im Haus Vaterland am Potsdamer Platz, wo er wegen seines „exotischen“ Aussehens beschäftigt wurde.
Von 1931 bis 1941 war Husen außerdem am Seminar für Orientalische Sprachen (später Auslandswissenschaftliche Fakultät der Berliner Universität) als Sprachgehilfe tätig. Er unterrichtete Beamte, die auf eine spätere Wiedererlangung der deutschen Kolonien durch das Deutsche Reich vorbereitet werden sollten, in seiner Muttersprache Swahili. Für ein relativ niedriges Gehalt arbeitete er unter dem Begründer der deutschen Afrikanistik, dem ehemaligen Missionar Diedrich Westermann. Im April 1941 kündigte er seine Tätigkeit in der Hochschule, offenbar wegen der erniedrigenden Behandlung durch Professor Martin Heepe.
Am 27. Januar 1933, drei Tage vor der Ernennung Hitlers zum Reichskanzler, heiratete Husen die Sudetendeutsche Maria Schwandner. Am 2. März 1933 wurde ihr gemeinsamer Sohn Ahmed Adam Mohamed Husen geboren. Bereits am 10. Januar 1933 war der aus einer gleichzeitigen Verbindung mit Lotta Holzkamp hervorgegangene Sohn Heinz Bodo Husen geboren worden, der später von Husen als sein Sohn anerkannt und in den Haushalt der Eheleute aufgenommen wurde. Eine weitere Tochter, Annemarie Husen, wurde im September 1936 geboren. Ahmed Adam starb 1938 im Alter von fünf Jahren, Annemarie 1939 im Alter von zwei Jahren, Heinz Bodo kam am 9. März 1945 bei einem Luftangriff ums Leben.
Ob Husen den Status eines Reichsangehörigen hatte, ist nicht bekannt. Verbreitete Praxis war es, afrikanischstämmigen Menschen in Deutschland einen deutschen Ausweis oder Pass mit dem Zusatz „Unmittelbarer Reichsangehöriger“ oder „Deutscher Schutzbefohlener“ auszustellen, mit dem sie gemäß Paragraf 33 des Reichs- und Staatsangehörigkeitsgesetzes von 1913 nicht über die Staatsangehörigkeit eines deutschen Landes, sondern über die sogenannte unmittelbare Reichsangehörigkeit verfügten. Nach der Machtübernahme der Nationalsozialisten wurden allerdings alle afrikanischstämmigen Deutschen und ihre Ehefrauen mit Fremdenpässen ausgestattet und galten als Angehörige der jeweiligen Mandatsmächte, die die ehemals deutschen Kolonien übernommen hatten. Das sollte damit auch für Husen gegolten haben.

## Der deutsche „Askari“ in der neokolonialen Bewegung
Gleichzeitig fand der ehemalige Söldner in deutschen Diensten eine Heimat in der neokolonialen Bewegung im Deutschen Reich, die für die Rückgewinnung der ehemaligen Kolonien eintrat. Auf Tagungen und Aufmärschen des Deutschen Kolonialkriegerbunds verkörperte er den „treuen Askari“. Die afrikanischen Teilnehmer sollten den Erfolg der deutschen Kolonisation symbolisieren. Bei einer Veranstaltung kam es zu einem Zusammentreffen mit General Paul von Lettow-Vorbeck, der von der neokolonialen Bewegung als Held verehrt wurde. 1936 nahm Husen, dessen Familie in einer schwierigen wirtschaftliche Lage steckte, ein Engagement in der „Deutschen Afrika-Schau“ an. In Deutschland lebende Menschen afrikanischer Herkunft wurden dabei als „Eingeborene“ vorgeführt – dabei sollte zugleich die Überlegenheit der deutschen „Herrenmenschen“ demonstriert und der Anspruch auf deutsche Kolonien in Afrika unterstrichen werden.
Trotz Husens Engagement für die neokoloniale Bewegung wollte er seine Unterordnung im nationalsozialistischen Rassenstaat nicht akzeptieren. Bereits im Oktober 1934 beantragte er die Verleihung des Ehrenkreuzes für Frontkämpfer. Eine Ablehnung wollte er unter Verweis auf seine Schussverletzung nicht akzeptieren. Die deutschen Behörden beschlossen, diese Auszeichnung nicht an „Farbige“ zu verleihen, auch Lettow-Vorbeck lehnte in einem Schreiben an das Innenministerium eine Auszeichnung Husens ab. Dieser betrachtete das Tragen des Abzeichens als sein „gutes Recht“, weshalb er sich den Orden im Militaria-Handel verschaffte. Auf mehreren Fotos ist Husen in Askari-Uniform mit dem Frontkämpfer-Abzeichen zu sehen. Nachdem Großbritannien am 3. September 1939 dem Deutschen Reich den Krieg erklärt hatte, bat Husen erfolglos um die Aufnahme in die Wehrmacht.

## Schauspieler in deutschen Spielfilmen
Zwischen 1934 und 1941 spielte Bayume Mohamed Husen in mindestens 23 deutschen Filmproduktionen mit. In seiner ersten Rolle in Die Reiter von Deutsch-Ostafrika spielte der damals 30-Jährige 1934 einen „Signalschüler“ im Ersten Weltkrieg. Der Film unter der Regie von Herbert Selpin wurde teilweise im britischen Mandatsgebiet Tanganjika gedreht, sodass Husen für kurze Zeit in seine frühere Heimat zurückkehrte. Im Film Zu neuen Ufern stellte Husen 1937 neben den Hauptdarstellern Zarah Leander und Willy Birgel einen Diener des Gouverneurs (gespielt von Edwin Jürgensen) dar. Neben Komparsen- und kleinen Sprechrollen übernahm er gelegentlich auch die Rolle eines Beraters in der Sprache Swahili.
Husens größte Rolle war zugleich seine letzte: Zwischen August 1940 und Februar 1941 spielte er im NS-Propagandafilm Carl Peters Ramasan, den Führer und Dolmetscher des „Kolonialpioniers“ Carl Peters, der von Hans Albers verkörpert wurde. Peters war in der Kolonialzeit als „Hänge-Peters“ bekannt und seiner Ämter enthoben worden, die Nationalsozialisten stilisierten ihn zum Helden.

## Verhaftung, KZ Sachsenhausen und Tod
Bei den Dreharbeiten zu Carl Peters lernte Husen eine deutsche Frau kennen und begann mit ihr eine Beziehung, die ihm zum Verhängnis wurde. Nach einer Denunziation wurde er von der Gestapo verhaftet, während der Ermittlungen wegen „Rassenschande“ saß er im berüchtigten Gestapo-Gefängnis am Alexanderplatz ein. Da es für eine Verurteilung keine Gesetzesgrundlage gab – für Menschen aus Afrika gab es zwar ein Ehe-, aber kein Sexualverbot mit „arischen Frauen“ –, wurde er ins Konzentrationslager Sachsenhausen überstellt. Kurz danach reichte seine Ehefrau die Scheidung ein, wahrscheinlich auf Druck der NS-Behörden. Drei Jahre lang überlebte er als Häftling mit der Nummer 39604. Am 24. November 1944 starb Husen infolge der schlimmen Haftbedingungen.

## Wissenschaftliche Rezeption und Gedenken

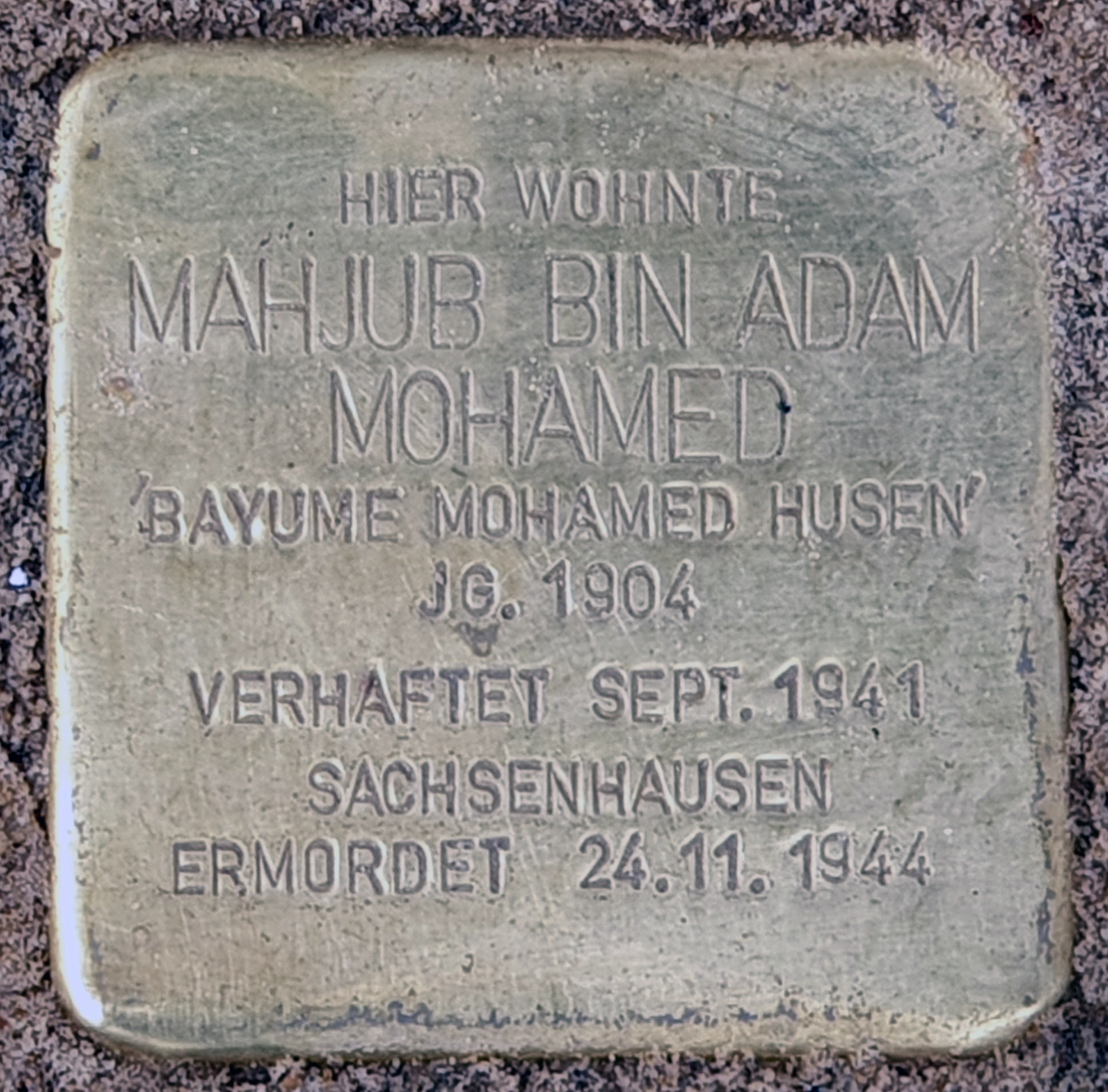
Vor dem früheren Wohnhaus in der Brunnenstraße 193 in Berlin erinnert ein „Stolperstein“ an Husen.

Das Schicksal Bayume Mohamed Husens war bis in die 1990er Jahre in Deutschland weitgehend unbekannt. Für die afrikanischen Opfer des Nationalsozialismus bestand kein öffentliches Interesse. Die Buchveröffentlichung Treu bis in den Tod von Marianne Bechhaus-Gerst machte die Lebensgeschichte Husens 2007 einer größeren Öffentlichkeit bekannt. Im September 2007 verlegte der Berliner Künstler Gunter Demnig vor Husens ehemaligem Wohnhaus in der Brunnenstraße 193 in Berlin einen „Stolperstein“ zur Erinnerung an das Opfer der rassistischen Politik der Nationalsozialisten. 1999 fand an der Humboldt-Universität zu Berlin die Bayume Lecture statt, die mit einem Vortrag des kenianischen Historikers Atieno Odhiambo eröffnet wurde. Die Veranstaltung wurde in den folgenden Jahren nicht fortgeführt.
Eva Knopf hat 2013 den Dokumentarfilm Majubs Reise über Husen gedreht.
Der Grabstein mit der Inschrift „Mohamed Husen“ befindet sich auf der Kriegsgräberstätte am Freiheitsweg in Berlin-Reinickendorf. Am 4. Januar 1945 wurde die angeblich von ihm stammende Asche auf dem Friedhof Reinickendorf 2 beigesetzt, 1978 wurde die Urne jedoch umgebettet.
Über den Verbleib von Husens geschiedener Ehefrau ist nichts bekannt. Möglicherweise starb sie bei den schweren Bombenangriffen im Februar 1945, bei denen die Häuser 193 und 194 in der Brunnenstraße zerstört wurden und auch Bodo Husen getötet wurde.
Der Romanautor Volker Kutscher führt 2014 Husen im Roman Die Akte Vaterland, dem vierten Fall des Gereon Rath (Babylon Berlin), ein, als Husen im Haus Vaterland als Kellner arbeitet. Er zeigt an ihm mit Hilfe der an sich positiv konnotierten Romanfiguren den alltäglichen Rassismus kurz vor der Machtübernahme der Nationalsozialisten am Ende der Weimarer Republik.
Der Nobelpreisträger Abdulrazak Gurnah beschäftigt sich in seinem Roman Nachleben mit der Geschichte eines ehemaligen Askaris und führt eine Figur ein, die eng an Bayume Mohamed Husen angelehnt ist.

## Filmografie (Auswahl)
- 1934: Die Reiter von Deutsch-Ostafrika
- 1937: Zu neuen Ufern
- 1938: Schüsse in Kabine 7
- 1938: Der unmögliche Herr Pitt
- 1938: Fünf Millionen suchen einen Erben
- 1938: Sergeant Berry
- 1938: Verklungene Melodie
- 1939: Männer müssen so sein
- 1939: Sensationsprozeß Casilla
- 1939/41: Pedro soll hängen
- 1940: Stern von Rio
- 1941: Carl Peters
- 1943: Der unendliche Weg